# Underground Luxury
Underground Luxury је трећи студијски албум америчког хип хоп извођача — B.o.B-а. Албум је објављен 17. децембра 2013. године, од стране издавачких кућа Гранд хустл, Ребел рок ентертајнмент и Атлантик рекордс. Подржан је са пет синглова: "We Still in This Bitch", "HeadBand", "Ready", "John Doe" и "Throwback". На албуму као извођачи гостују Future, 2 Chainz, T.I., Juicy J, Присила Ренеа, Естер Дин и Крис Браун, између осталих.
Underground Luxury добио је помијешане рецензије од музичких критичара. Дебитовао је на 22 мјесту на Билбирд 200 листи албума, са продатих 35.000 примјерака прве недеље. Сертификован је као златни 5. августа 2016. године, од стране Америчког удружења дискографских кућа (RIAA)

## Позадина
На дан 7. децембра 2012. године, током интервјуа датом за МТВ, B.o.B је говорио о свом трећем студијском албуму, рекао је: "Мој албум је у основи наставак албума The Adventures of Bobby Ray и Strange Clouds. Осјећам као да премошћава јаз између тога гдје су сви моји фанови и коначно доводи све до брзине на којој су моје пјесме и тачно гдје ја идем." У марту 2013. године, у интервјуу датом за Rap-Up, говорио је о томе како трећи студијски албум захтијева много мање напора, изјавивши: "Овај пројекат је много лакши него било шта друго, зато што сам стварно показао пуни спектар онога што могу да урадим музички и сада се само забављам са тим. Имам 24 године, па се забављам." На дан 4. априла 2013. године, B.o.B је окрио да ће објавити трећи студијски албум прије рок EP-а, који је претходно најавио. На дан 12. маја 2013. године, на твитеру је написао: "Underground Luxury ... стиже овог љета... #staytuned", откривши тако назив свог трећег албума. На дан 23. маја 2013. године, у интервјуу за Пауер 105, причао је о томе како је албум био најоштрији пројекат који је икад радио, изјавивши: 
" Многи људи нису могли да виде читав спектар онога што радим. Тако да је то као поновно упознавање са мојим коријенима. Мој албум излази ово љета, Underground Luxury, стварно прича причу из... Одрастао сам са веома скромним почецима. Underground Luxury је дефинитивно много оштрији. Вјероватно најоштрији од било којег пројекта који сам радио. И ја мислим да је на свим нивоима од серебралних пјесама, до клупских пјесама, до свега. Цијела страна тога, само сам стварно био отворен са мојим мислима. Не задржавам ништа."

У септембру 2013. године, током интервјуа за Montreality, B.o.B је објавио да ће албум бити објављен у децембру 2013. У истом интервјуу говорио је о плановима за албум, изјавивши: "Хоћу да кажем да је овај пројекат пројекат који је мало контрастног назива, знате Underground Luxury. Хоћу да кажем, да парафразирам, ово повезује тачке, од тога какав умјетник сам био прије главних успјеха до тога гдје сам сада. И много је више нефилтриран и неедитован нго било шта што сам икада радио. Тако да мислим да ће бити сјајан пројекат, велики, монументалан, пројекат који мијења каријеру. Заправо сам завршио са тим, али заиста се само забављамо, човјече. Правимо филм, знаш мене и мој тим. Ми смо тип који сједи и гледа све, посматрајући како људи реагују на музику." У октобру 2013. године, у интервјуу за Ролинг стоун говорио је о наслову албума, изјавивши: 
"За мене, "underground luxury" је налик на контрастни наслов и разлог за то је зато што сам на овом албуму планирао упознавање са људима и поновно представљање људима страну коју нису видјели на првом албуму. На том албуму, нисам баш показао своју подземну страну и нисам стварно испричао своју причу тако живописно као што је говорим сада. Причање приче није увијек линеарна ствар која укључује полазак од тачке А до тачке Б -- то је стављање себе назад у стање ума када сам се борио и када сам стварно морао да изађем ван свог пута да се саставим са крајевима када сам излазио из средње школе и стварно се борио. То је стварно као да поново причам причу из другачије перспективе it's about putting myself back in a mind state to when I was struggling and when I had to really go out of my way to make ends meet when I was coming out of high school and really struggling. It's really like a re-telling of the story from a different perspective."

## Снимање и продукција
На дан 10. децембра 2012. године, B.o.B је открио да ће објавити EP који ће садржати само рок музику; такође је лагано причао о свом трећем студијском албуму: "Мислим да ће бити феноменалан албум само зато што га снимам дуго времена. Када снимате десет пјесама да би добили седам добрих пјесама и онда снимиш двоструко више да би добио хит, тако да када проводите вријеме са музиком, то је неизбјежно." У марту 2013. године, на снимању спота за пјесму "Memories Back Then" репера T.I., B.o.B је дао увид у трећи студијски албум по други пут и обећао је напредак: "Музички стварно мислим да је то оно што бисте очекивали од цијелог обима B.o.B-овог пројекта, али само више префињено. Како вријеме пролази постајем старији, али у исто вријеме имам 24, и даље сам млад, волим забаву, волим забаву. Мислим да су многа моја искуства само одрасла у центру пажње и бити човјек и уживати у животу су рефлектоване у мом раду."
У октобру 2013. године, у интервјуу за Ролинг стоун, говорио је зашто је одлучио да објави пјесму "Ready", као други сингл са албума, изјавивши: "Осјећам се као да је сезона гдје се сви враћају у школу и фудбал је поново у сезони, што је један од мојих омиљених спортова, па сам једноставно осјетио као да је то сјајна пјесма за то вријеме. Затим смо ја и Future, обојица смо са источне стране па сам осјетио да је то стварно неопходан потез. Оно што је Future донио пјесми је једноставно лудо. Future је дошао са рефреном и прво га је донио мени. Послушао сам га и свидио ми се и тако сам провео неколико дана само покушавао да живим са тим и да пустим музику да тече. Начин на који пишем сад, Само покушавам да пустим музику до мене. Стварно не покушавам ништа да форсирам, тако да ако ухватим нешто попут вибрације или осећаја онда ухватим нешто и идем са тим и пустим музику да ми дође. Осјећам се као да је природнији начин да завршим пјесме." Додао је како је било тешко сужити све материјале које је снимио за албум, говорећи: "Прилично је готово. Имам довољно материјала да објавим два албума ако бих хтио, али стварно је тешко сузути избор јер је ту толико добрих пјесама али такође желим да ово буде генерално сјајан албум."
Током интервјуа за Ролинг стоун, говорио је о томе да ли су прва два сингла представници смјера албума, изјавивши: "Осјећам као да су представници клупске стране албума, али ја се стварно трудим да дам људима све своје стране. Тако да, наравно, ту је страна мене која воли да одлази у стриптиз клуб и воли забављање, али ту су такође и друге моје стране, које су више трансценденталне и много церебралније, што је такође на албуму." Такође је говорио о најцеребралнијој пјесми, изјавивши: "Добио сам пјесму под називом "Coast Line." Није изашла још и ја стварно не могу да кажем много о њој још, али је то веома апстрктна пјесма. Не желим ништа да покварим слушаоцима који је слушају по први пут, али то је она. Мислим, нисам стварно схватио које ће све пјесме бити на албуму, али та ће дефинитивно бити ту." Такође је открио да је снимио пјесму са америчким пјевачем Крисом Брауном, која ће се наћи на албуму: "Довео сам Криса Брауна тамо. Он је дрога, човјече. Отишли смо у студио и увијек смо радили много у истом студију, па је он једноставно заглавио главу у студију једног дана, ја сам био као "Хеј, човјече, имам мало с*ања да те забављам." Тако да сам ја пјевао са њим на његовом албуму и обојица смо били један другоме на албуму."
У новембру 2013. године, одржао је сесију преслушавања у Шарлоту, гдје су блогери, диџејеви и медији по први пут чули албум Underground Luxury. Ту је дао увид у процес снимања албума, али и открио да је већину продуцирао он сам. Када је упитан како се приступ писању текстова за пјесме на овом албуму разликује од прошлих албума, рекао је: "Па, процес писања пјесама за мене био је исти заиста. Мислим да је оно што се промијенило садржај јер сам га увијек извлачио из мог животног искуства. Мој живот се промијенио, па се и садржај промијенио и моја перспектива се промијенила. Ја сам много старији и видим ствари другачије него кад сам био клинац."
У децембру 2013. године, у интервјуу датом магазину Соурс, B.o.B је говорио о томе зашто му је требало толико дуго да објави албум, рекао је: "Провео сам много времена на овом пројекту, човјече. Стварно сам хтио да буде природно. Почео сам радећи много клупских пјесама јер сам хтио да будем у клубу. Али забавио сам се са тим и одрастао сам са тим, видио сам које су пјесме остале пригушене како су мјесеци пролазили. То је ставило до знања и мени и свима какве пјесме су најбоље пјесме. И затим су друге пјесме дошле, као “John Doe”. Мислим да је та пјесма снимана најдуже јер сам морао да се вратим назад и да поновим стихове јер једноставно нису били како треба. Нису се бавили пјесмом. Много тога је узимато озбиљно и провело се више времена са тим."
За магазин Соурс такође је причао о гостовањима на албуму, изјавивши: "Осјећам као да су они допринијели много. Наравно, Future је донио ту источну енергију. Tip, та Хустл група је много допринјела. Juicy J је донио халуцинацијску вибрацију. Али Прискила Рене, она је донијела цијелу душу у пјесму коју сам стварно хтио да сачувам. Стварно сам се борио за њу да остане на албуму јер сам вјеровао у њу. Њена душа даје ми дрхтавицу у пјесми када је послушате, када музика буде објављена. Сигуран сам да сам продуцирао моје дупе на то. Пјесме као “Cranberry Moonwalk” изненадиле су ме јер људи стварно нагињу ка тој пјесми. Када питам људе која има је омиљена пјесма, чујем ово име барем седам од десет пута. Али продуцирао сам је са FKi. Они су јој додали много укуса. Ту сам са гитаром. Стварно је све балансирано. Сви доносе кључне компоненте пројекту. Ја сам само залијепио све заједно."
Током тог истог интервјуа магазину Соурс, причао је о томе шта му највише стоји на албуму, рекавши: "Ствар која ми је остала у вези са овим албумом била је то што би ово био први пут да имам албум који има сировост миксева, али ипак има свјетску привлачност критички признатог албума. То је изазов, јер осећам као да је ствар коју је тешко повући, јер када се налазите у свијету албума, ради се о толико много других фактора као што су бројеви и политика која се преплићу са њом. Али микс, то је оно што сам снимио, хајде да га оставимо. Дакле, морате остати вјерни интегритету музике."

## Објављивање и промоција
На дан 15. новембра 2012, објавио је девети микс диск, под називом Fuck 'Em We Ball, као промоцију за албум. На миксу су гостовали бројни извођачи: T.I., Juicy J, Мак Милер, Playboy Tre, Снуп Дог, Spodee и Иги Азалеа, док је већину продукције урадио B.o.B лично. На миксу се такође нашао сингл "We Still in This Bitch", који је објављен 8. јануара 2013. године и добио је сертификацију Златни, од стране Америчког удружења дискографских кућа (RIAA). У марту 2013. године, док је снимао спот са репером T.I., за његову пјесму “Memories Back Then”, B.o.B је подијелио са МТВ-ијем да би волио да фанови изабере назив трећег албума.
На дан 22. априла 2013. године, објављено је да ће B.o.B ићи на концертну турнеју са реперима Виз Калифа, Ејсеп Роки, Тринидад Џејмс, Џои Бадас, Про Ера и Smoke DZA, под називом "Under the Influence". Турнеја је почела 17. јула 2013. године. На да 11. јула 2013. B.o.B је објавио тисер видео, на којем се он види у студију гдје снима пјесму под називом "That How You Feel." На дан 19. августа 2013. објавио је пјесму под називом "Missing". На дан 17. октобра 2013. године, током интервјуа за телевизију BET, најавио је да ће албум бити објављен 17. децембра 2013. године.
На дан 30. октобра 2013. године, објавио је видео јутјубу, под називом "The Road to Underground Luxury". У видеу, B.o.B говори о свом животу који га је довео до те тачке. На дан 1. новембра 2013. откривен је омот албума. На дан 4. новембра 2013. одржано је преслушавање пјесама, на којем су откривена гостовања на албуму, на којем пјевају: Future, Крис Браун, Мајк Фреш, Playboy Tre, Присила Ренеа, Естер Дин, T.I. и Juicy J. На дан 26. новембра 2013. године On November 26, 2013, B.o.B се удружио са репером DJ Drama, да објаве узорак, званични претпреглед албума. На дан 17. децембра 2013. године, B.o.B је објавио видео спот за пјесму "Paper Route", трећу пјесму са албума.

## Синглови
На дан 8. јануара 2013. године, објављен је први сингл са албума "We Still in This Bitch", који је снимио са реперима T.I. и Juicy J. Сингл се нашао на 64 мјесту на листи Билборд хот 100. Други сингл, под називом "HeadBand", објављен је 21. маја 2013. године, пјесму је снимио са репером 2 Chainz. На дан 30. јуна 2013. објављен је видео спот за пјесму "HeadBand", премијерно приказан на каналу МТВ. Пјесма је од тог тренутка продата у милион примјерака и достигла је 53 мјесто на Билборд хот 100 листи.  На дан 10. септембра 2013. објављен је трећи сингл са албума "Ready", коју је снимио заједно са репером из Источне Атланте — Future. Видео спот за пјемсу "Ready", објављен је 15. октобра 2013. године, премијерно на телевизији BET, у хип хоп емисији 106 & Park.
На дан 3. децембра 2013. године, објављен је четврти сингл са албума, под називом "John Doe", коју је отпјевао у дуету са Присилом Ренеом. "John Doe" је пуштена на радио станици was rhythmic contemporary у Сједињеним Државама 7. јануара 2014. године. На дан 16. јануара 2014. објављен је видео спот за пјесму "John Doe". Пјесма се нашла на 69 мјесту на билборд хот 100 листи. Затим, 4. марта 2014. године, пјесма под називом "Throwback", коју је снимио са Крисом Брауном, емитована је на радио станици mainstream urban у Сједињеним Државама, као пети сингл са албума.

## Критички пријем
| Професионални рејтинг | Професионални рејтинг |
| Збирни резултат       | Збирни резултат       |
| Извор                 | Рејтинг               |
| --------------------- | --------------------- |
| Metacritic            | 51/100                |
| Резултати             |                       |
| Извор                 | Рејтинг               |
| AllHipHop             | 8/10                  |
| AllMusic              | [ 39 ]                |
| Бостон глоуб          | (помијешано)          |
| Ексклејм              | 6/10                  |
| HipHopDX              | [ 42 ]                |
| Newsday               | B-                    |
| Now                   | [ 44 ]                |
| Ролинг стоун          | [ 45 ]                |
| XXL                   | (L)                   |

Албум Underground Luxury добио је углавном помијешане рецензије од стране музичких критичара. Сајт Метакрит, који додјељује оцјене до 100, оцијенио је албум са 51 на основу шест рецензија, што указује на мјешовитост рецензија.ћ. Стивен Голдстејн са сајта HipHopDX дао је албуму двије од могућих пет звјездица, изјавивши да "Underground Luxury има своје чудне тренутке. Магазин “Paper Route” примијетио је маратонско неслагање између раста синта и опадања удараљки, док је пјесму "John Doe” описао као искрени напад на невјерство и зависност, али ниједно није довољно да се подигне албум који почиње и завршава се са реалним материјализмом. У пост Маклемору писало је: "Оптерећујући позицију алтернативног хип хопера или чак доброг момка репера је тешко и тешко је кривити B.o.B.-а због жеље да нагласи самог себе другачијој сцени. Али запањујући недостатак креативности који он користи при томе чини Underground Luxury лаким да се отпише и дуалност која је некада покренула апел за укрштањем сада је тешко детектовати." Дејвид Џефри са сајта AllMusic додијелио је албуму три од пет звјездица, истакавши да је више као EP или микстејп, јер албум миксује "мачију татину музику са пацовским стазама, иако је B.o.B убијеђен да их види као једнаке." Миранда Ј. из магазина XXL дала је албуму оцјену L, рекавши "Штавише, изгледа као да је B.o.B направио име за себе као хип хоп умјетник који може да се прилагоди сваком жанру који његова креативност истражи. Свака пјесма са Underground Luxury посједује мулти атмосферски осјећај, јер се у себи бори између много жанрова и заиста га то ставља у неку другу реп лигу. Очигледно је да се B.o.B не труди да буде присан са другим MC-ијевима. Јасно, када се хвали да је Underground Luxury тежак хип хоп, не лаже. Албум сигурно испоручује." Ерин Лауерс са Ексклајма дао је албуму шест од десет звјездица, истакавши: "Ако је Underground Luxury најбољи представник тога каква је музика Бобија Реја, онда је збуњујуће, али са луксузом што реп преузима улогу у хип хопу, B.o.B је можда само потчињени достојан наслова."
Џон Долан из Ролинг стоуна оцијенио је албум са двије и по од пет звјездица, написавши: "У овом тренутку, његов трећи албум иде у реализам; "Paper Route" медитира на опасностима реповања о политици. Али пјесма са Future и 2 Chainz истиче његова ограничења на микрофону и без помоћи Dr. Luke-а на албуму 2012 Strange Clouds, албум би доживио пад — тренуци добротворне амбиције не одржавају." Ники Гејтвуд са сајта AllHipHop дао је албуму осам од десет звјездица, написавши: "Свеукупно, то је скоро равнотежа промишљања мисли, страначког образовања и непромјењивог поузданог лирицизма који представља солидан труд B.o.B-ове Underground Luxury." Кен Капобјанко из магазина Бостон глоуб дао је албуму оцјену мјешовите, написавши: "Мулти талентовани B.o.B звучи као да не може да схвати какав тип умјетника жели да буде на свом трећем албуму. Репер/музичар рођен као Боби Реј Симонс јуниор покушава да поврати поп успјешност свог дебитантског албума са паметно конципираним концертним пјесмама, док истовремено излази из претјерано познатог колосјека. Последњи разблажује његов шарм и визију. Када је фокусиран на обртање његових аутобиографских прича о својим раним борбама и лекцијама успјеха на чврстим мелодичним нумерама (“Nobody Told Me,” “Paper Route”) погађа у мету."

## Комерцијалне перфомансе
Албум је дебитовао на 22 мјесту на Билборд 200 листи са продатих 35.000 примјерака прве недеље у Сједињеним Државама. То је био корак уназад у продаји у односу на прва два албума која су прве недеље продата у 84.000 и 74.000 примјерака. Друге недеље пао је на 30 мјесто са продатих још 19.000 примјерака у Сједињеним Државама. У трећој недељи продато је још 9.000 примјерака. У четвртој недељи продано је још 6.600 примјерака у Сједињеним Државама. До 22. јануара 2014. године, продато је укупно 75.000 примјерака у Сједињеним Државама.

## Списак пјесама
| №               | Назив                                       | Аутор(и)                                                                   | Продуценти                 | Трајање |  |
| 1.              | All I Want                                  | B.o.B Тимоти Томас Терон Томас Камерон Валајс                              | Rock City Кам Валајс       | 3:23    |  |
| 2.              | One Day                                     | B.o.B Алдрин Дејвис Geoffrey Earley Playboy Tre                            | DJ Toomp Geoffro Cause     | 4:45    |  |
| 3.              | Paper Route                                 | B.o.B                                                                      | B.o.B                      | 3:32    |  |
| 4.              | Ready (ft. Future)                          | B.o.B Detail Future Монтгомери Раскол Дијаз                                | Detail                     | 3:39    |  |
| 5.              | Throwback (ft. Крис Браун)                  | B.o.B Крис Браун Монтгомери                                                | B.o.B                      | 4:00    |  |
| 6.              | Back Me Up                                  | B.o.B Монтгомери                                                           | B.o.B                      | 3:31    |  |
| 7.              | Coastline                                   | B.o.B Јоан Киреску Рафаел Јудрин Пјер Антоан Мелки                         | soFLY and Nius             | 3:39    |  |
| 8.              | Wide Open (ft. Естер Дин)                   | B.o.B Robin Braun Естер Дин Артур Макартур Гленда Проби Лив Шмидт          | Артур Макартур             | 2:33    |  |
| 9.              | FlyMuthaFucka                               | B.o.B                                                                      | B.o.B                      | 4:03    |  |
| 10.             | HeadBand (ft. 2 Chainz)                     | B.o.B 2 Chainz DJ Mustard Мајк Фри Стенли Кокс Тајрон Грифин Монтгомери    | DJ Mustard Мајк Фри [ 54 ] | 3:40    |  |
| 11.             | John Doe (ft. Присила Ренеа)                | B.o.B Earley Присила Ренеа                                                 | Geoffro Cause              | 3:32    |  |
| 12.             | Cranberry Moonwalk (ft. Мајк Фреш)          | B.o.B Стивен Болден Мајкл Дејвидсон Кларенс Греј Монтгомери Маркус Робертс | B.o.B FKi Big Zar          | 4:46    |  |
| 13.             | Nobody Told Me                              | B.o.B Џенифер Декливео Тиш Хејман Исак де Бони Мајкл Муле Џим Џонсин       | Џим Џонсин Finatik N Zac   | 3:23    |  |
| 14.             | Forever (ft. Playboy Tre)                   | B.o.B Монтгомери Џејмсон Џонс                                              | B.o.B                      | 4:34    |  |
| 15.             | We Still in This Bitch (ft. T.I. и Juicy J) | B.o.B T.I. Клифорд Харис Juicy J Mike Will Made It Маркел Мидлебрукс       | Mike Will Made It          | 4:08    |  |
| Укупно трајање: | Укупно трајање:                             | Укупно трајање:                                                            | Укупно трајање:            | 57:08   |  |

## Особље
Заслуге за албум Underground Luxury прилагођене су са сајта Allmusic
- 2 Chainz - истакнути извођач
- Кори Арон - асистент инжињера, микс асистент
- Вилнер Баптист - Виола
- Блек Виолинс - састав
- B.o.B	- извршни продуцент, клавијатура, примарни извођач, продуцент
- Дел Боверс - микс асистент
- Крис Браун – гостујући извођач
- Bun B - интервју
- Нејтан Бургс	- асистент инжињера
- Мајк Карен - A&R
- Елиот Картер - инжињер
- Адам Катаниа - помоћни инжињер
- Geoffro Cause - продуцент
- AJ Clark - помоћни инжињер
- Естер Дин - гостујући извођач, вокал (позадина)
- Ане Деклемент - A&R
- Обри Делајн - инжињер
- Detail - инжињер, продуцент
- DJ Mustard - продуцент
- DJ Toomp - програмирање бубњева, инжињер, продуцент
- Верне Емануел - микс асистент
- Финатик- продуцент, програмирање
- Џое Фриц - инжињер, миксање
- FKI - продуцент
- Мајк Фреш - гостујући извођач
- Future - гостујући извођач
- Крис Галанд - микс асистент
- Крис Гехрингер - мастеринг
- Џон Хореско - мастеринг
- Џим Џонсин - клавијатура, продуцент, програмирање
- Juicy J - гостујући извођач
- Мани Марукин - миксање
- Marz - продуцент
- Нико Марзука - инжињер
- Ханибал Метјуз - фотографија
- Артур Макартур - продуцент
- Mike WiLL Made It - продуцент
- J.P. "The Specialist" Negrete - инжињер
- Nius - продуцент
- Стефанија Овал - трибут
- Даг Петерсон - сарадник продуцента
- Playboy Tre - гостујући извођач
- Присила - гостујући извођач
- Брајан Ричардсон - A&R, сарадник продуцента
- Rock City - продуцент
- Zane Shoemake - микс асистент
- Боби Симонс - инжињер
- Боби Реј Симонс - инжињер
- soFLY - продуцент
- Брајан Спринглер - инжињер
- Кевин Маркус Силвестер - виолина
- T.I. - гостујући извођач
- Ty$ - вокал (Позадина)
- Вирхилио Тзај - умјетничко усмјерење, дизајн
- Џозеп Валбурн - виолончело
- Кам Валајс - продуцент
- Ренди Варнкен - микс асистент
- Finis "KY" White - инжињер, миксање
- Big Zar - продуцент

## Листе
| Листа(2013)               | најбоља позиција |
| ------------------------- | ---------------- |
| Билборд 200               | 22               |
| Билборд топ хип хоп албум | 7                |
| Билборд топ реп албум     | 3                |